# Kinestetično vodenje
Kinestetično vodenje (angleško kinesthetic guiding) se v robotiki nanaša na gibanje robota, ki ga povzroča uporabnik s fizičnim premikanjem robotskih sklepov.
Tehniko se pogosto uporablja za kinestetično učenje, pri katerem robot med gibanjem preko vgrajenih senzorjev (npr. pozicijski enkoderji) gibanje zabeleži. Pri kinestetičnem učenju lahko uporabnik prikaže nalogo neposredno v delovnem prostoru robota. Ker je gibanje s tem omejeno na zmožnost robota (uporabnik robota ne more prestaviti izven njegovega delovnega območja) se s tem bistveno poenostavi problem korespondence. Slabost je, da uporabnik naloge ne izvaja sam in lahko hkrati nadzoruje le omejeno število robotovih zglobov. V praksi to pogosto omejuje uporabo kinestetičnega vodenja na naloge, ki ne vključujejo zelo dinamičnih gibanj. 